# Publius Cornelius Sulla (vald konsul 65 f.Kr.)
Publius Cornelius Sulla, död 45 f.Kr., var en romersk politiker och militär. Han var brorson till Lucius Cornelius Sulla.
Sulla valdes till konsul 66 f.Kr. jämte Publius Autronius Paetus, men valet underkändes. Båda var de invecklade i Catilinas sammansvärjning, men Sulla försvarades av Hortensius och Cicero och blev frikänd. I inbördeskriget tog Sulla parti för Caesar och förde vid Farsalos befälet över högra flygeln.